# 208P/McMillan
208P/McMillan, komet Jupiterove obitelji